# Medvídek Sněhůlek
Medvídek Sněhůlek je československý animovaný televizní seriál z roku 1981 poprvé vysílaný v rámci večerníčku v listopadu téhož roku.
Námět i scénář připravila Marie Kšajtová, hudbu připravil Jaroslav Celba, kameru zabezpečily Eva Kargerová a Jaroslava Zimová. Režisérem byl Bohuslav Šrámek. Seriál namluvila Naďa Konvalinková. Bylo natočeno 13 epizod, v délce cca 7 minut.

## Další tvůrci
- Animátor: Zdeňka Skřípková, Petr Fašianok, Martin Pospíšil, Jaroslava Zlesáková, Miroslav Walter, Olga Šišková, Květa Frankenbergerová, Květoslava Zbyňková
- Výtvarník: Milan Klikar

## Seznam dílů
1. Jak si kluk našel kamaráda
2. O špenátové bitvě
3. O zmraženém snu
4. O cestě za potěšením
5. O kamnech v ledničce
6. Jak Pavlík kluky dohonil
7. O velkém stěhování
8. Jak hospodařili s Andělou
9. Jak dávali proužkové oblečení
10. Jak zavařovali s Andělou
11. Jak Anděla zmrazila moře
12. Jak jeli po světové klouzačce
13. Jak Anděla vzala, co jí nepatřilo